# Крикуны перед судом
«Крикуны перед судом» (итал. Urlatori alla sbarra) — итальянский музыкальный фильм 1960 года. Третья роль в кино известного актёра и певца Адриано Челентано. (Он не только играет на балалайке и исполняет песню «Nikita Rock», но несколько других: «Blue jeans rock», «Mai pi?»).
Большой удачей стало пребывание в эти годы в Италии Чета Бэйкера, который принял участие в фильме, исполнив при этом песню  «Arrivederci».

## Сюжет
Группа молодых рок-музыкантов принимает решение, что один-единственный способ разрекламировать группу — это появиться в телеэфире. В этом им мог бы оказать помощь отец девушки одного из участников группы, который является генеральным директором одной телекомпании. Однако, к сожалению, ему данная идея совсем не нравится.

## В ролях
- Адриано Челентано
- Мина Мадзини
- Джо Сентьери
- Эльке Зоммер
- Чет Бейкер
- Джакомо Фурия
- Джулиано Манчини
- Тури Пандольфини
- Марио Каротенуто
- Нико Пепе
- Жослин Лейн
- Кристиана Мартель
- Бенедетта Рутили
- Марилу Толо
- Лучия Модуньо
- Карлотта Барилли
- Умберто Бинди
- Лино Банфи
- Пеппино ди Капри
- Сальваторе Фацио
- Джанни Минервини
- Карло Алигьеро
- Бруно Мартино
- Энцо Гаринеи
- Сандро Джованнини
- Марио Ланди

## Съёмочная группа
- Режиссёр — Лучо Фульчи
- Сценаристы — Лучо Фульчи, Витторио Виги, Джованни Аддесси
- Оператор — Джанни Ди Венанцо
- Композитор — Пьеро Умилиани
- Продюсер — Джованни Аддесси